# Cytochrome c peroxydase

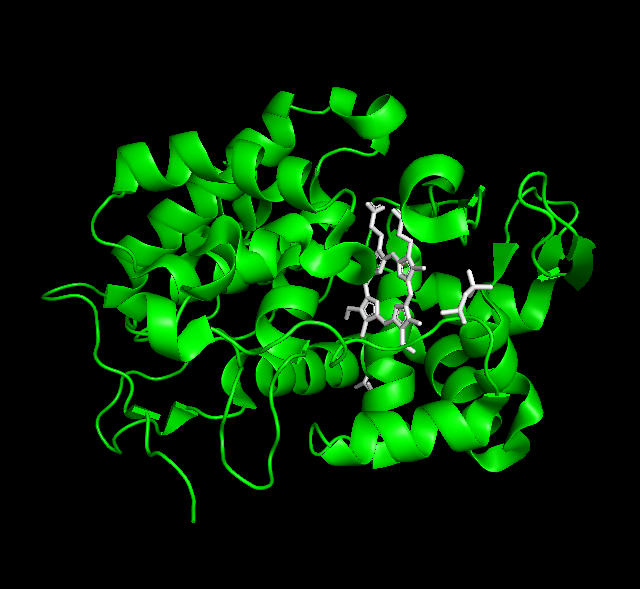

Une cytochrome c peroxydase (CCP) est une oxydoréductase qui catalyse la réaction :
2 ferrocytochrome c + H2O2  {\displaystyle \rightleftharpoons }  2 ferricytochrome c + 2 H2O.
Cette enzyme est une hémoprotéine soluble dans l'eau isolée pour la première fois en 1940 à partir de levure de boulanger et purifiée au début des années 1960. Sa structure à l'état solide a été élucidée à la fin des années 1970 par cristallographie aux rayons X. 
L'enzyme extraite de la levure est un monomère de 293 résidus d'acides aminés et de masse moléculaire 34 kDa. Elle contient une molécule d'Hème b lié par covalence. De manière inattendue pour une protéine, elle cristallise par dialyse dans l'eau distillée et sa cristallisation contribue à sa purification, ce qui fait de la cristallisation l'étape finale de la purification de cette protéine. 
Comme les autres peroxydases héminiques, la cytochrome c peroxydase agit par un mécanisme à trois étapes faisant intervenir un composé I et un composé II intermédiaires :
1. CCP + ROOH → composé I + ROH + H2O ;
2. CCP-composé I + e− + H+ → composé II ;
3. composé II + e− + H+ → CCP.

Les cytochrome c peroxydases fonctionnent de manière légèrement différente de la plupart des autres peroxydases héminiques en ce qu'elles portent un équivalent d'oxydation sur la chaîne latérale d'un résidu de tryptophane (le résidu Trp191) et non sur la porphyrine. Le composé I de cette enzyme a une durée de vie assez long, évoluant en composé II avec une demi-vie allant de 40 minutes à quelques heures à température ambiante.